# Presentació de diapositives

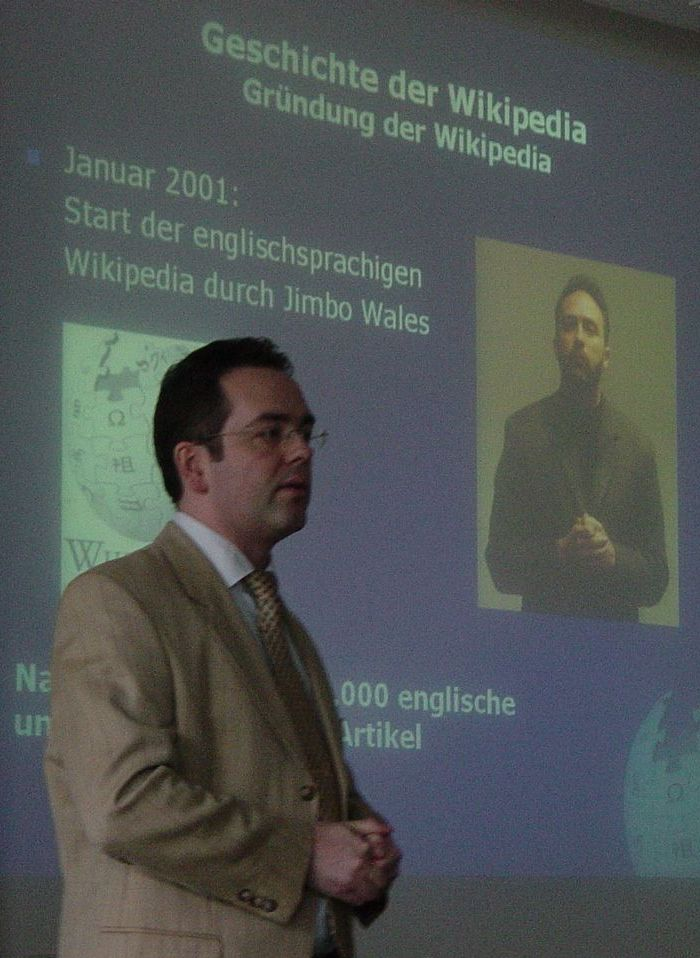
Una presentació de diapositives

Una presentació de diapositives és una mostra de diverses diapositives amb finalitat informativa o artística.
Les presentacions de diapositives es fan mitjançant una eina, com ara un projector de diapositives, un retroprojector o, en els últims anys, un ordinador amb programari de presentació. La paraula prové de l'ús de diapositives que fa molts anys que existeixen. Les diapositives originalment es van projectar a les pantalles de les sales de cinema mitjançant llanternes màgiques com a part dels primers espectacles de cinema .

## Història
Les presentacions de diapositives van tenir els seus inicis a la dècada de 1600, quan les imatges pintades a mà sobre vidre es van projectar per primera vegada a una paret amb una " llanterna màgica ". A finals de la dècada de 1700, els showmen utilitzaven llanternes màgiques per emocionar el públic amb aparicions aparentment sobrenaturals en una forma popular d'entreteniment anomenada fantasmagòria. La llum del sol, les espelmes i els llums d'oli eren les úniques fonts de llum disponibles. El desenvolupament de noves fonts de llum artificial molt més brillants va obrir un món d'aplicacions pràctiques per a la projecció d'imatges. A la dècada de 1800, de vegades es projectava una sèrie de "diapositives de llanterna" de vidre pintades a mà per il·lustrar la narració d'històries o una conferència. Al llarg del segle van evolucionar els usos generalitzats i variats per a la diversió i l'educació. Cap al 1900, les imatges fotogràfiques sobre vidre havien substituït les imatges pintades a mà, però les fotografies en blanc i negre de vegades eren pintades a mà amb tints transparents. La producció de diapositives de llanterna s'havia convertit en una indústria considerable, amb unes dimensions estandarditzades a 3,25 polzades d'alt per 4 polzades d'ample als EUA i 3,25 polzades quadrades al Regne Unit i bona part d'Europa.
La pel·lícula en color Kodachrome de 35 mm es va introduir el 1936, una nova estàndard de 2 × 2 polzades (5 × 5 polzades). cm) es va crear el format de diapositives de llanterna en miniatura per adaptar-se millor a les transparències molt petites que produïa la pel·lícula. A la publicitat, es va simplificar la terminologia antiga de "lanterna màgica", de manera que les peces de pel·lícula emmarcades eren simplement "diapositives" i la llanterna que s'utilitzava per projectar-les era un "projector de diapositives".

## Digital
Les presentacions de diapositives de fotos digitals es poden personalitzar per als clients a partir de les seves fotos, música, invitacions de casament, anuncis de naixement o pràcticament qualsevol altre document escanejable. Alguns productors anomenen els DVD resultants el nou fotomuntatge. Les presentacions de diapositives es poden crear no només en DVD, sinó també en formats de vídeo HD i com a fitxers d'ordinador executables. El programari de presentació de diapositives de fotografies ha facilitat la creació de presentacions de diapositives digitals electròniques, eliminant la necessitat d'una pel·lícula d'inversió de color costosa i requerint només una càmera digital i un ordinador.
El programari de presentació de diapositives de fotos sovint ofereix més opcions que simplement mostrar les imatges. És possible afegir transicions, efectes de panoràmica i zoom, videoclips, música de fons, narració, subtítols, etc. Mitjançant l'ús de programari informàtic, es té la capacitat de millorar la presentació d'una manera que no seria pràctica. A continuació, la presentació de diapositives acabada es pot gravar en un DVD, per utilitzar-la com a regal o per arxivar-la, i després visualitzar-la amb un reproductor de DVD normal.

## Presentació de diapositives basada en web
Una presentació de diapositives basada en web és una presentació de diapositives que es pot reproduir (visualitzar o presentar) mitjançant un navegador web. Algunes presentacions de diapositives basades en web es generen a partir de programari de presentació i poden ser difícils de canviar (normalment sense voler). Altres ofereixen plantilles que permeten editar i canviar fàcilment la presentació de diapositives.
En comparació amb un programa de presentació complet, les presentacions de diapositives basades en web solen tenir funcions limitades. Normalment, una presentació de diapositives basada en web es genera o es crea en codi HTML, JavaScript i CSS (fitxers).

## Usos
Una presentació de diapositives ben organitzada permet al presentador adaptar imatges visuals a una presentació oral. El vell adagi " Una imatge val més que mil paraules " és cert, ja que una sola imatge pot evitar que un presentador digui un paràgraf de detalls descriptius. Com amb qualsevol xerrada o conferència en públic, cal una certa quantitat de talent, experiència i assaig per fer una presentació de diapositives amb èxit.
El programari de presentació s'utilitza més habitualment al món empresarial, on es creen milions de presentacions diàriament. Una altra àrea molt important on s'utilitza és amb finalitats didàctiques, normalment amb la intenció de crear una presentació audiovisual dinàmica. Els punts rellevants de tota la presentació es posen en diapositives i acompanyen un monòleg parlat.
Les presentacions de diapositives també tenen usos artístics, com ara s'utilitzen com a salvapantalles, o per proporcionar imatges dinàmiques per a la presentació d'un museu, per exemple, o en l'art d'instal·lacions. David Byrne, entre d'altres, ha creat PowerPoint art.